# 테이크 미 홈 투나잇
《테이크 미 홈 투나잇》(영어: Take Me Home Tonight)은 2011년 개봉한 미국의 코미디 드라마 영화이다.

## 출연진
- 토퍼 그레이스
- 애나 패리스
- 댄 포글러
- 테리사 파머
- 크리스 프랫
- 루시 펀치
- 디미트리 마틴
- 마이클 이언 블랙
- 세스 게이블
- 내털리 켈리
- 캔디스 크로슬랙
- 라이언 비틀
- 로버트 호프먼
- 에드윈 호지
- 제이 저블론스키
- 앤지 에버하트
- 미셸 트랙턴버그
- 밥 오든커크
- 마이클 빈

## 기타 제작진
- 배역: 조애나 콜버트, 리처드 멘토
- 미술: 윌리엄 아널드
- 세트: 데이비드 스미스, 도나 스탬프스
- 의상: 캐럴 오디츠